# Kopyšník tmavý

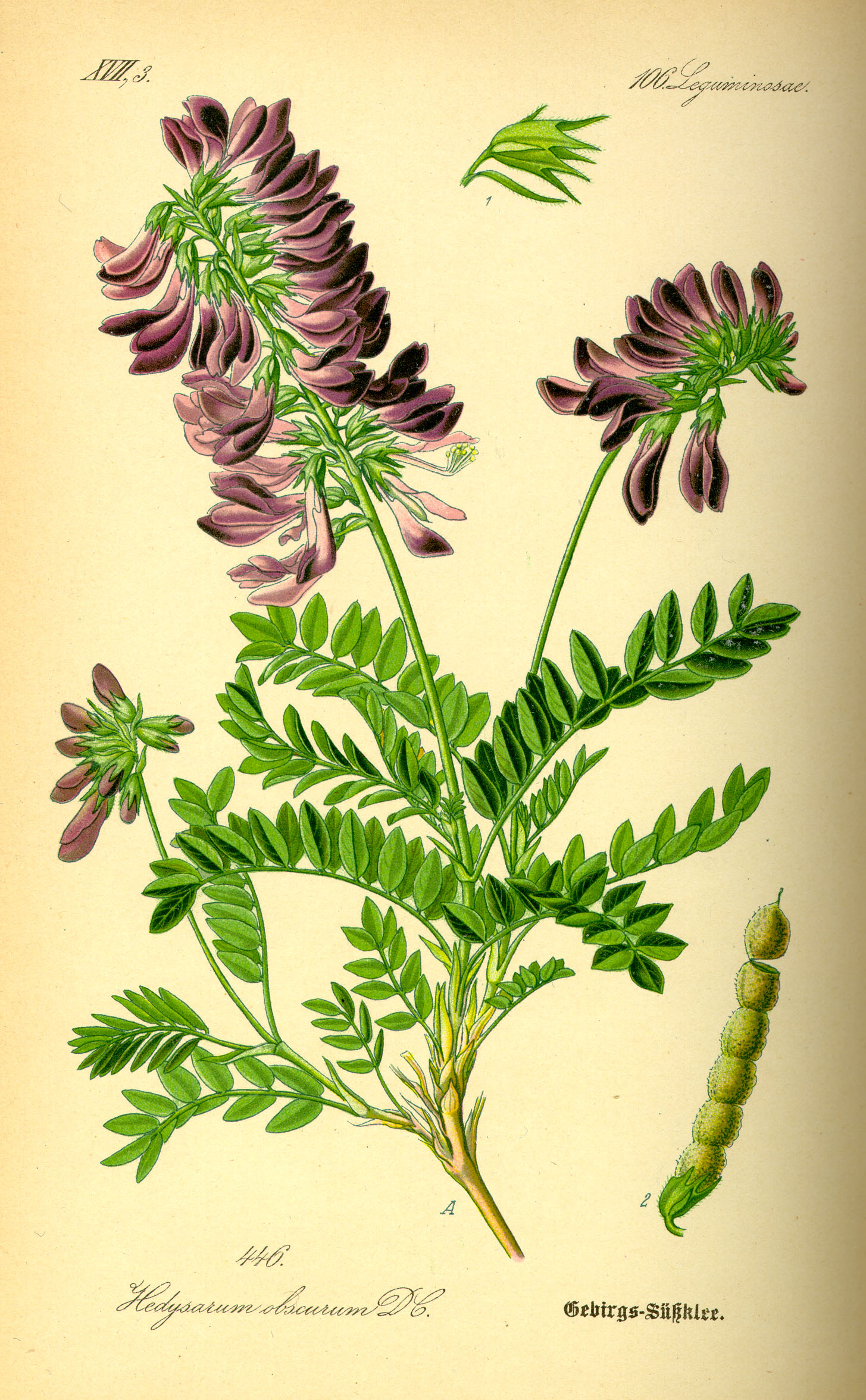
Nákres kopyšníku tmavého

Kopyšník tmavý (Hedysarum hedysaroides) je nádherně kvetoucí vytrvalá „horská“ bylina. Je jediný druh rodu kopyšník který v přírodě České republiky roste a je považován za rostlinu v Česku ohroženou vyhynutím.

## Výskyt
Tento hemikryptofyt roste v pohořích střední a jižní Evropy a západní a střední Asie až do nadmořské výšky 2500 m. V Česku vyrůstá velice vzácně jen v oreofytiku v subalpínském stupni v Krkonoších a Hrubém Jeseníku. Vyskytuje se převážně na polostinných zpevněných sutích, travnatých i kamenitých stráních a na závětrných terasách v ledovcových kotlech.
Vyhovují mu místa s bazickým podložím kde může být půda hlinitá či kamenitá, musí však být vlhká a propustná. Má symbiotický vztah s půdními bakteriemi, za jejich pomoci dokáže kořeny získávat vzdušný dusík který používá pro svou výživu i obohacuje jím okolní půdu.

## Popis
Vytrvalá rostlina s lodyhou vysokou 10 až 40 cm která vyrůstá z mohutného vícehlavého válcovitého či kuželovitého kořene se šupinatými oddenky. Nejčastěji bývá jednoduchá lodyha vystoupavá nebo vzpřímená, hranatá a lysá. Listy vyrůstají střídavě ve dvou řadách, mají blanité palisty a jsou lichozpeřené s pěti až devíti jařmy. Lístky jsou vejčitě podlouhlé či elipsovité, na bázi okrouhlé a na vrcholu tupě špičaté, po obvodě celokrajné a bývají dlouhé 10 až 30 mm a široké 5 až 15 mm. Na líci jsou zbarveny tmavozeleně a jsou lysé, na rubu sivozeleně a občas roztroušeně chlupaté.
Na lodyze vyrůstají jeden či dva zdánlivě konečné hrozny tvořené 10 až 20 převislými, oboupohlavnými květy. Tlustá osa květenství je dlouhá až 12 cm, hnědé listeny květů jsou delší než jejich krátké stopky. Zvonkovitý kalich, asi 6 mm dlouhý, má pět trojúhelníkovitých, nestejně dlouhých zubů. Koruna, dlouhá až 20 mm, bývá fialově červená nebo vzácně bílá a po odkvětu zmodrá. Pavézu má obsrdčitou a na vrcholu plytce vykrojenou, křídla úzká a tupý člunek delší než pavézu. V květu je deset tyčinek (devět je srostlých) se žlutými prašníky obsahujícími drobná pylová zrna. Kvete v červenci a srpnu, opylujícímu hmyzu (nejčastěji čmelákům a včelám) nabízí nektar. Může být opylena i samosprašně, je považována za medonosnou. Ploidie druhu je 2n = 14.

## Rozmnožování
Plodem jsou úzké zaškrcované lusky 2 až 4 cm dlouhé, šedé nebo hnědé barvy. Ve zralosti se rozpadávají na jednosemenné díly (až šest) které jsou okrouhlé, čočkovitě zploštělé a poslední je zúžen do zobáčku. Lesklá semena jsou ledvinovitá, silně zploštělá, hnědá, jednobarevné nebo skvrnitá a bývají dlouhá asi 7 mm.
Rostliny se na větší vzdálenosti šíří semeny která roznáší vítr nebo jsou splavována povrchovou vodou. Do okolí se byliny rozrůstají svými oddenky které mohou být dlouhé až půl metrů. Je považována za rostlinu s „CS“ strategií.
Druh bývá pro své květy občas pěstován ve skalkách. Dospělé rostliny se však velmi špatně ujímají, nesnášejí přesazování. Účinnější způsob je vysazovat mladé semenáče na trvalá stanoviště brzy po vyklíčení ze semene.

## Ohrožení
Vzhledem ke svému vzácnému výskytu a ojedinělosti svých přirozených stanovišť je kopyšník tmavý hodnocen ve „vyhlášce Ministerstva životního prostředí ČR č. 395/1992 Sb. ve znění vyhl. č. 175/2006 Sb.“ i v „Červeném seznamu cévnatých rostlin České republiky“ z roku 2012 jako kriticky ohrožený druh (§1, C1r). Obdobně je chráněn i na Slovensku (slovensky sekernica tmavá).